# Theano
Theano (græsk: Θεανώ; 6. århundrede f.Kr.) var en oldgræsk filosof, der siges sammen med sine to døtre Damo og Arignote at have videreført den pythagoræiske skole efter sin mand og underviser, Pythagoras.  

## Liv
Muligvis var der to oldgræske filosoffer med navnet Theano. Theano er blevet kaldt Pythagoras' elev, datter og kone, selvom nogle hævder, at hun var gift med Brontius. Hendes fødested og ophav er lige så usikre, hvilket har fået nogle til foreslå, at der er tale om flere personer, hvis historier er blevet blandet sammen (de referer til Theano I og Theano II). Der er kun overleveret nogle få fragmenter og breve, der tilskrives Theano, men om de virkelig stammer fra hendes hånd, er behæftet med usikkerhed. 
Da de antikke kilder til Theanos liv og filosofi er modstridende, er det svært at sige noget sikkert om hendes liv. Ifølge en tradition kom hun fra Kreta og var datter af Pythonax, men andre siger, at hun kom fra Crotone og var datter af Brontius. Hun siges af mange at have været Pythagoras' kone, selvom en anden tradition gør hende til Brontius' kone.
Theano og Pythagoras siges at have fået tre døtre, Damo, Myia og Arignote, og en søn, Telauges.

## Skrifter
Theano tilskrives værkerne: Pythagoræiske apophthegmata, Kvindeligt råd, Om dyd, Om fromhed, Om Pythagoras, Filosofiske kommentarer og Breve. Ingen af disse skrifter er overleverede til i dag bort set fra få fragmenter og breve, hvis oprindelse der hersker stor usikkerhed om. Det er blevet forsøgt blandt fragmenterne at skelne mellem nogle, der formodentlig kan stamme fra den originale Theano (Theano I), og nogle, der tilskrives en senere Theano (Theano II), men det er sandsynligt, at de alle stammer fra senere forfattere med pseudonymet Theano.
De overleverede fragmenter fra Om fromhed omhandler en pythagoræisk analogi mellem tal og objekter. De forskellige overleverede breve behandler huslige emner, så som hvordan en kvinde bør opdrage sine børn, hvordan hun bør behandle tjenere, og hvordan hun bør optræde over for sin mand.